# Evgenij Gomel'skij
Evgenij Jakovlevič Gomel'skij (in russo Евгений Яковлевич Гомельский?; Leningrado, 26 dicembre 1938) è un allenatore di pallacanestro sovietico (dal 1992: russo), membro del FIBA Hall of Fame dal 2010.
È noto anche con la traslitterazione Evgeny Gomelsky.